# Arthur Fitger

Arthur Fitger

Arthur Heinrich Wilhelm Fitger  (* 4. Oktober 1840 in Delmenhorst, Großherzogtum Oldenburg; † 28. Juni 1909 in Horn bei Bremen) war ein deutscher Maler und Dichter.

## Leben

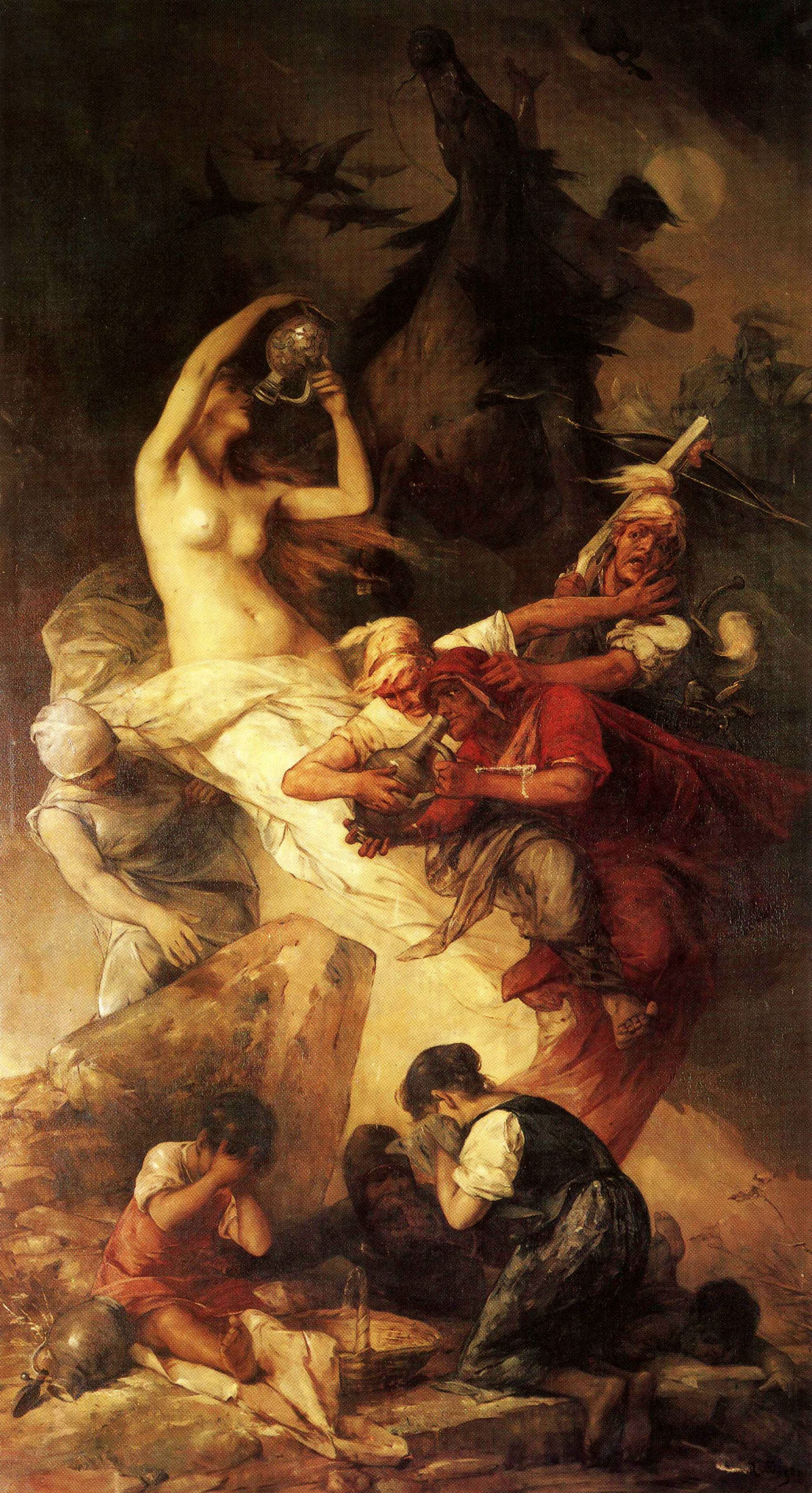
Der getreue Ekkehard

Fitger wurde als ältester Sohn von 10 Kindern des Postmeisters und Delmenhorster Gastwirtes Peter Diedrich Fitger (1804–1865) und dessen Ehefrau Clara Maria Caroline geb. Plate verwitwete Dony (1815–1891) geboren. Sein jüngerer Bruder Emil Fitger (1848–1917) wurde später langjähriger Chefredakteur der Bremer Weser-Zeitung. Seine Schwester war die Schriftstellerin Marie Fitger (1843–1929); sie führte ihm seit 1890 den Haushalt in der Horner Heerstraße in Bremen.
Fitger besuchte die Volks- und Rektorschule in Delmenhorst und dann das Gymnasium in Oldenburg, wo er bei Baurat Otto Lasius (1797–1888) wohnte. 1858 begab Fitger sich auf die Akademie zu München, wo er vor allem bei Moritz von Schwind (1804–1875) studierte, ging 1861 nach Antwerpen und dann nach Paris. Von 1863 bis 1865 hielt er sich mit einem Stipendium des Großherzogs von Oldenburg in Rom auf, und nachdem er in den folgenden Jahren abwechselnd in Wien und Berlin gelebt hatte, nahm er 1869 seinen festen Wohnsitz in Bremen.
Fitgers Malereien sind wesentlich dekorativer und monumentaler Art und gehören zum großen Teil dem phantastischen Gebiet an; dazu gehören ein launiger Kinderfries, den Stoffwechsel darstellend, sowie ein Fries: die Nacht und ihr Gefolge, beide im herzoglichen Schloss zu Meiningen (Schloss Elisabethenburg).
In Bremen dekorierte er die Rembertikirche mit zwei Darstellungen: der verlorene Sohn und der barmherzige Samariter, die Börse mit sich auf das Meer beziehenden Allegorien, das Haus Seefahrt und das Reichspostgebäude. Von Staffeleigemälden ist Barbarossas Erwachen, wozu ihn das Kriegsjahr 1870 anregte, in weiteren Kreisen bekannt geworden; 1875 wurde ihm die Ausschmückung des Ratskellers mit Wandgemälden übertragen. 1883 bis 1884 hat er in der Kunsthalle in Hamburg gemeinsam mit Valentin Ruths große Wandgemälde ausgeführt.
Seinen künstlerischen Durchbruch hatte Fitger bereits um 1870 herum, er erhielt nun auch Aufträge aus wohlhabenden Bremer Privathäusern und musste sich bald Malgehilfen nehmen, um der Vielzahl der Aufträge nachkommen zu können. Scherzhaft bemerkte er dazu, dass er mit den Gehilfen „Kilometer Frieskompositionen, Hektare Plafondbilder, Hunderte allegorischer Gestalten und Tausende von Putten“ geschaffen habe.
Für das neue Postgebäude in Bremen, das von Ernst Hake mit Unterstützung von August Kind nach Plänen von Carl Schwatlo bis 1878 erbaut wurde, malte er mehrere Wandgemälde im Kaisersaal. Anlässlich der am 1. Oktober 1878 stattfindenden Eröffnung des Postgebäudes in Bremen besuchte ihn der Generalpostmeister Heinrich Stephan und ließ ihm eine Einladung zum Bankett zukommen.
Neben den Gemälden im Posthaus Bremen fertigte er für die Reichspost weitere Kunstwerke, so in der Schalterhalle des Postfuhramts in Berlin und im Postgebäude zu Oberpostdirektion Hannover. Zudem schuf er 1898 den Entwurf für das Fresko „Allegorie der Post“ im Treppenhaus des Reichspostamts in Berlin.
Ursprünglich von Peter von Cornelius (1783–1867) und Bonaventura Genelli (1798–1868) ausgehend, schloss er sich später der modernen koloristischen Richtung an und wetteiferte in dem Aufwand von Farben bisweilen mit Hans Makart (1840–1884).

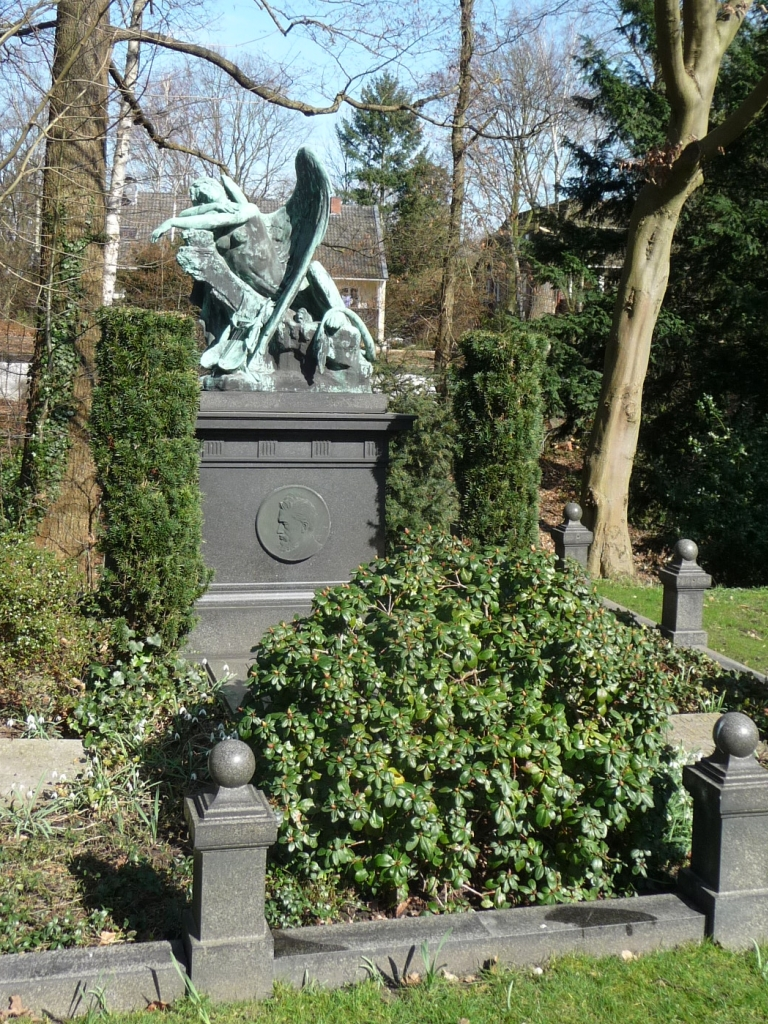
Grabmal auf dem Riensberger Friedhof

Fitger pflegte zugleich auch die Dichtkunst und machte sich auf diesem Gebiet in weiten Kreisen bekannt. Seine Schauspiele: Adalbert von Bremen (Oldenburg 1873; 2. Ausg. mit dem Nachspiel Hie Reich! Hie Rom!, 1875), Die Hexe (das. 1878, 4. Aufl. 1885), Von Gottes Gnaden (2. Aufl., das. 1884) sind häufig aufgeführt worden. Auch hat er für den Bremer Künstlerverein mehrere Festspiele (Albrecht Dürer, Johann Kepler und Michelangelo) sowie das kleine epische Gedicht Roland und die Rose (1871) verfasst. Am wertvollsten sind seine an frischen Tönen reichen Gedichtsammlungen: Fahrendes Volk (2. Aufl., Oldenburg 1883) und Winternächte (das. 1880).
Fitger wurde auf dem Riensberger Friedhof beigesetzt. Sein Grabmal wird von einer durch seine Gemälde inspirierten bronzenen Sphinx mit Flügeln und Pfeilschwanz geschmückt (Grablage U 192-195).

## Ehrungen
- Die Arthur-Fitger-Straßen in Delmenhorst und Ganderkesee wurden nach ihm benannt.
- Die Fitgerstraße in Bremen-Schwachhausen wurde nach ihm benannt.
- Der Fitgerweg in Hamburg-Wilhelmsburg wurde nach ihm benannt.

## Fitger und hanseatischer Kunstgeschmack

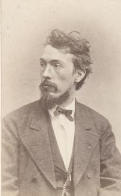
Arthur Fitger, 1876

Spottpostkarte zum Bremer Kunststreit, 1902, Arthur Fitger als Don Quichote, die Worpsweder Maler biegen sich vor Lachen

Wer sich das kulturelle bremische Leben um 1900 vergegenwärtigt, stößt unweigerlich auch auf Arthur Fitger, der damals, einem lokalen Malerfürsten vergleichbar, die Szene beherrschte und mit seinen in der Presse veröffentlichten Kritiken nachhaltig auf den hanseatischen Kunstgeschmack wirkte. Sein Wort hatte Gewicht und als Vorsitzender des Kunstvereins prägte seine Einschätzung die konservative Haltung des Bremer Publikums.
Mit den „neumodischen“ Künstlern, die sich an den Worpswedern oder an den zeitgenössischen Franzosen orientierten, hatte er kein Erbarmen und seine Ausstellungsrezensionen gerieten oft zu äußerst polemischen Verrissen. Eklatantestes Beispiel ist der vernichtende Kommentar zum Ausstellungsversuch von Marie Bock und Paula Becker in der Bremer Kunsthalle am Ende des Jahres 1899, der in der von seinem Bruder Emil Fitger redigierten Weser-Zeitung erschien und mit herablassendem Ton zu verstehen gab:

„Für die Arbeiten der beiden genannten Damen reicht der Wörterschatz einer reinlichen Sprache nicht aus, und bei einer unreinlichen wollen wir keine Anleihe machen. So wenig aber Fitgers Kritik den Durchbruch der Worpsweder Künstlergemeinschaft zu verhindern vermochte, so wenig hielten seine Urteile und die Ansichten der unter seinem Einfluss stehenden großbürgerlichen Kaufmannsfamilien die ambitionierten jungen Bremer Bürgertöchter davon ab, sich im nahegelegenen Künstlerdorf Worpswede unter den geschmähten Malern ihre Vorbilder und Lehrer zu suchen, um als ‚Malweib‘ mutig zu neuen Ufern aufzubrechen …“